# Srečko Katanec
Srečko Katanec (* 16. Juli 1963 in Ljubljana) ist ein ehemaliger jugoslawischer und slowenischer Fußballspieler und heutiger -trainer.

## Karriere als Spieler
Katanec begann seine Karriere im Alter von sieben Jahren bei NK Ljubljana. Den Sprung in die erste jugoslawische Liga schaffte er 1981 mit dem Wechsel zu NK Olimpija Ljubljana.
1984 spielte er mit Jugoslawien bei der EM 1984 sein erstes großes Turnier und erreichte anschließend mit der jugoslawischen Mannschaft den dritten Platz bei den Olympischen Sommerspielen in Los Angeles.
1987 wurde Katanec mit Partizan Belgrad erstmals jugoslawischer Meister. Ein Jahr später nahm ihn der VfB Stuttgart unter Vertrag. 1989 kam er mit dem VfB ins UEFA-Pokal-Finale, verlor aber gegen die SSC Neapel. Ebenfalls 1989 wechselte Katanec in die Serie A zu Sampdoria Genua. Mit Sampdoria gewann er unter Trainer Vujadin Boškov 1989/90 den Europapokal der Pokalsieger, 1990/91 die italienische Meisterschaft und erreichte im Jahr darauf das Finale des Europapokals der Landesmeister, das der FC Barcelona mit 1:0 gewann. In seiner letzten vollständigen Saison in Italien gewann Katanec 1993/94 den italienischen Pokal.
Im Achtelfinal-Spiel der Fußball-Weltmeisterschaft 1990 gegen Spanien lief Katanec zum letzten Mal für die jugoslawische Nationalmannschaft auf. Diese WM war die einzige, an der er als Spieler teilnahm. Bei dieser WM sah er auch die Rote Karte, obwohl er auf der Bank saß. Dies schaffte auch der Argentinier Claudio Caniggia bei der Fußball-Weltmeisterschaft 2002. Für die slowenische Nationalmannschaft bestritt er im Jahr 1994 noch ein offizielles Länderspiel, bevor er seine aktive Karriere beendete.

## Karriere als Trainer
Seit 1996 arbeitete Katanec als Co-Trainer der slowenischen U-21-Nationalmannschaft. Nach der Erlangung der Trainerlizenz wurde er 1998 slowenischer Nationaltrainer. Zuvor hatte er nur ein kurzes Gastspiel als Chef-Trainer beim slowenischen Erstligisten HIT Gorica gehabt.
Dennoch machte Katanec aus der Mannschaft, die in der Qualifikation zur Fußball-Weltmeisterschaft 1998 noch sieben von acht Spielen verloren hatte, eine renommierte Kraft im europäischen Fußball. Er führte das Team zur Euro 2000. Dort scheiterte Katanec mit Slowenien zwar in der Vorrunde, erreichte jedoch zumindest ein 3:3 gegen Jugoslawien, bei dem die Slowenen den Gegner zwischenzeitlich vorführten und mit 3:0 in Führung lagen.
Zwei Jahre später qualifizierte sich Katanec mit Slowenien für die Weltmeisterschaft 2002. Nach drei Niederlagen in der Vorrunde und einem Streit mit dem Star der Mannschaft, Zlatko Zahovič, trat Katanec zurück.
Im November 2002 wurde Katanec Trainer von Olympiakos Piräus, wurde jedoch schon nach drei Monaten wegen Erfolglosigkeit und eines Disputs mit den Vorsitzenden des Vereins wieder entlassen.
2004 war Katanec ein Kandidat für den Posten des kroatischen Nationaltrainers. Letztlich erlangte er aber erst im Februar 2006 wieder einen Trainer-Job. Zwischen 2006 und 2009 leitete er die mazedonische Nationalmannschaft.  Im April 2009 trat Katanec als Trainer der mazedonischen Nationalmannschaft  nach einer 0:4-Niederlage gegen die Niederlande zurück. Vom 22. Juni 2009 bis zum 6. September 2011 war er Trainer der Arabischen Emirate.
Am 31. Dezember 2012 wurde er vom slowenischen Verbandspräsidenten Aleksander Čeferin als neuer Nationaltrainer der Slowenischen Fußballnationalmannschaft vorgestellt.
Am 6. Oktober 2017  verkündete Katanec, dass er am 8. Oktober von seinem Amt als Nationalcoach zurücktreten wird.
Von September 2018 bis Juni 2021 war er Nationaltrainer der Irakischen Fußballnationalmannschaft. Seit September 2021 betreut er die usbekische Nationalmannschaft.